# Atlaschi Margʻilon
Atlaschi Margʻilon (uzb. «Atlaschi» Margʻilon futbol klubi, ros. Футбольный клуб «Атласчи» Маргилан, Futbolnyj Kłub "Atlasczi" Margiłan) – uzbecki klub piłkarski, mający siedzibę w mieście Margʻilon na wschodzie kraju. Założony w roku 1991.
W latach 1994–1997 występował w Oʻzbekiston PFL.

## Historia
Chronologia nazw:
- 1991–...: Atlaschi Margʻilon (ros. «Атласчи» Маргилан)

Piłkarski klub Atlaschi został założony w miejscowości Margʻilon w 1991 roku.
W 1992 debiutował w pierwszych niepodległych rozgrywkach Pierwszej Ligi Uzbekistanu. W 1993 zajął pierwsze miejsce w lidze i zdobył awans do Wyższej Ligi. W 1997 zajął ostatnie 18. miejsce w lidze i spadł do Pierwszej Ligi. W 1998 uplasował się na 18. pozycji i został zdegradowany do Drugiej Ligi.
W 2010 powrócił do Pierwszej Ligi. W 2012 zajął ostatnie 12. miejsce i ponownie spadł do Drugiej Ligi.

## Sukcesy

### Trofea międzynarodowe
Nie uczestniczył w rozgrywkach azjatyckich (stan na 31-05-2015).

### Trofea krajowe
Uzbekistan
| \| \| Zdobyte trofea w rozgrywkach Uzbekistanu (stan na: 31-05-2015) \| |                                                                |      |          |
| Rozgrywki                                                               | Osiągnięcie                                                    | Razy | Sezon(y) |
| Mistrzostwo                                                             | I miejsce                                                      | 0    |          |
| Mistrzostwo                                                             | II miejsce                                                     | 0    |          |
| Mistrzostwo                                                             | III miejsce                                                    | 0    |          |
| Mistrzostwo                                                             | 7. miejsce                                                     | 1    | 1995     |
| Puchar                                                                  | zdobywca                                                       | 0    |          |
| Puchar                                                                  | finalista                                                      | 0    |          |
| Puchar                                                                  | półfinalista                                                   | 1    | 1993     |
| II liga                                                                 | I miejsce                                                      | 1    | 1993     |
| II liga                                                                 | II miejsce                                                     | 0    |          |
| II liga                                                                 | III miejsce                                                    | 0    |          |
| Uzbekistan                                                              | Zdobyte trofea w rozgrywkach Uzbekistanu (stan na: 31-05-2015) |      |          |

## Stadion
Klub rozgrywa swoje mecze domowe na stadionie Atlaschi w Margʻilon, który może pomieścić 7,500 widzów.

## Piłkarze
Znani piłkarze:
- / Shavkat Abdurakhmanov
- / Xikmat Ergashev
- Aleksandr Pisarev
- Aleksey Rybakov
- / Rinat Urmeyev

## Trenerzy
...
- 1995–1996:  Avxat Abdulin
- 1997–09.1997:  Usmanjon Asqaraliev
- 09.1997–12.1997:  Valeriy Vasilenko

...
- 2010–...:  Salim Zakirov